# Isuzu D-Max
Isuzu D-Max — пикап, выпускаемый с 2002 года компанией Isuzu Motors.
Создан совместно с General Motors на одной платформе с моделями для рынка США Chevrolet Colorado/GMC Canyon. SUV версия второго поколения идентична Chevrolet TrailBlazer. Название Chevrolet Colorado применялось к версии Isuzu D-Max на Ближнем Востоке и в Таиланде, хотя модель не была идентична американской версии Chevrolet Colorado. В Австралии в 2003—2008 годах продавался как Holden Rodeo, а с 2008 года как Holden Colorado.
Третье поколение создано в альянсе с компанией Mazda, выпускающей D-Max как третье поколение пикапа Mazda BT-50.

## Первое поколение

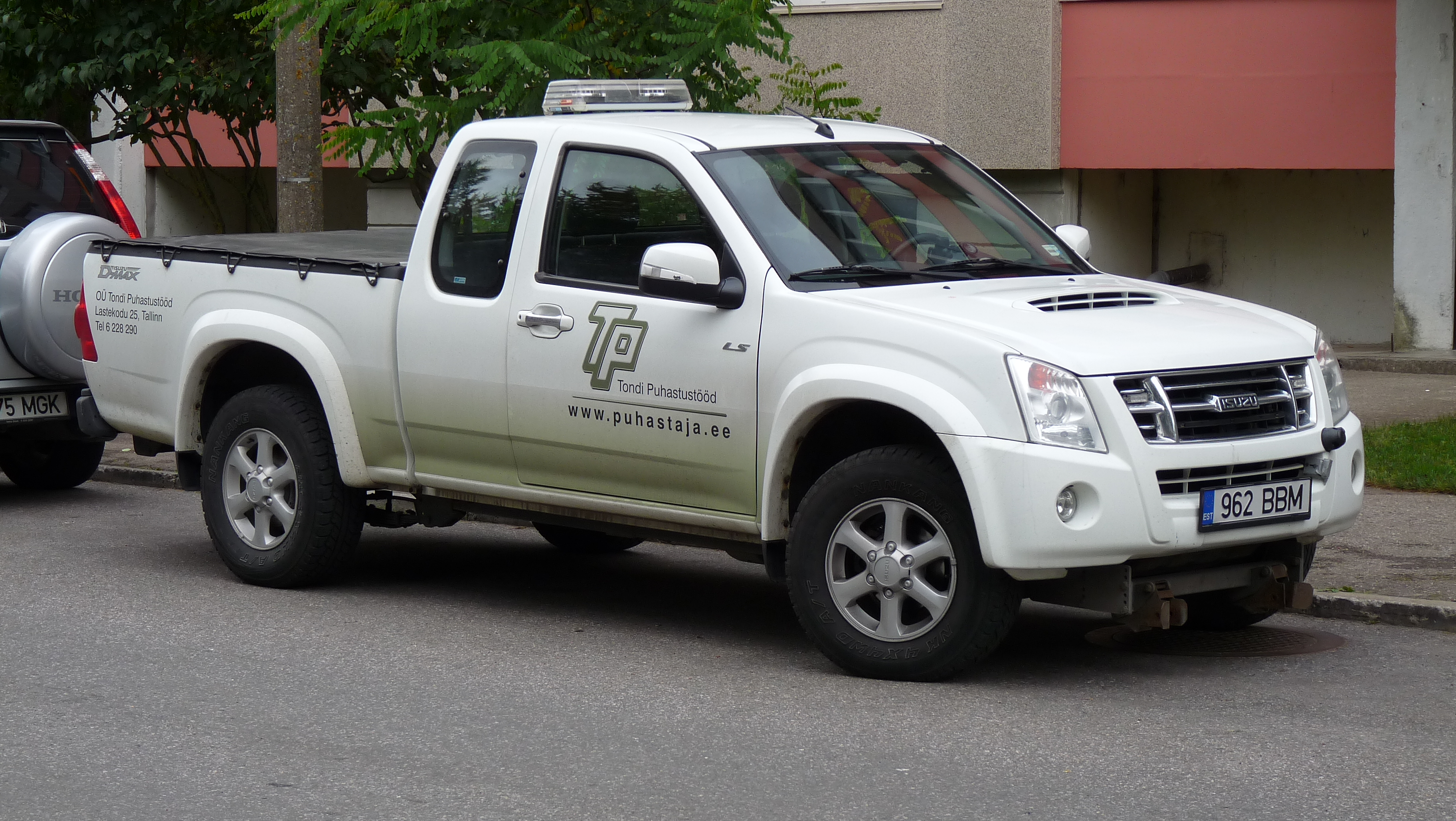
Isuzu D-Max первого поколения

В 2002 году состоялась мировая премьера модели в Таиланде, эта страна была выбрана для премьеры поскольку компания GM-Isuzu решила закрыть свой небольшой завод по сборке пикапов в Японии и перенести совместное предприятие в Таиланд. В 2006 году модель получила незначительный редизайн.
Модель была почти идентична Chevrolet Colorado, который дебютировал позднее — в конце первого квартала 2004 года. В 2003—2004 годах в Австралии и Новой Зеландии модель продавалась как третье поколение Holden Rodeo, а затем как Holden Colorado (это было результатом раскола совместного предприятия GM-Isuzu, в результате чего GM потерял право использовать название «Rodeo»), при этом и с 2008 года модель одновременно продавалась и как собственно Isuzu D-Max.

### Isuzu MU-7

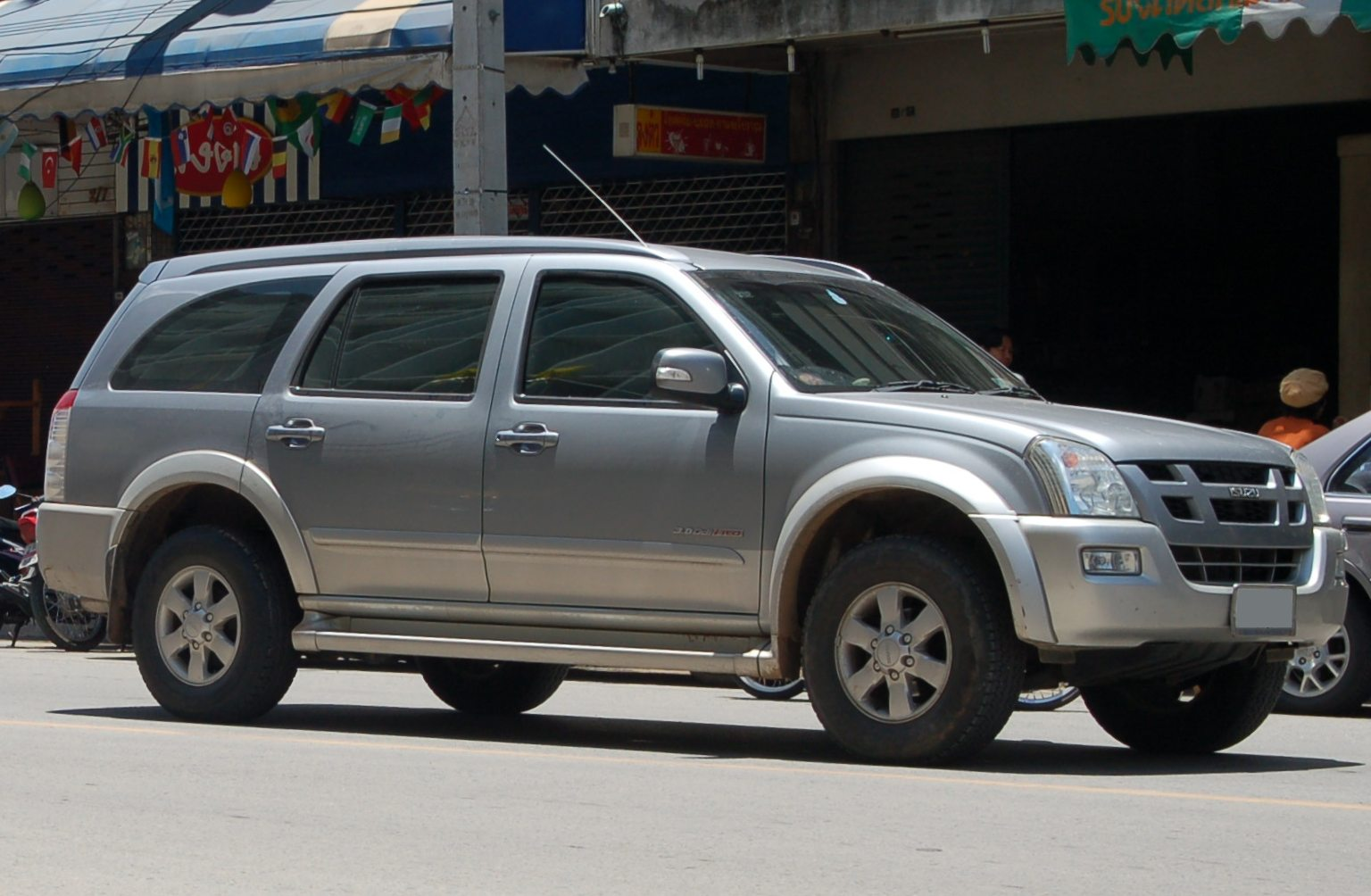
Isuzu MU-7 — созданная на базе пикапа версия SUV

На базе пикапа в 2004 году в Таиланде была создана версия среднеразмерного SUV получившего название Isuzu MU-7 (не следует путать с Isuzu MU), отличающегося от пикапа только крытой задней частью вместо кузова.
Изначально модель оснащалась двигателем 3.0 4JJ1-TC, с выбором привода 4х2 или 4х4. В 2006 году был улучшен двигатель до 3.0 4JJ1-TCX, реализованы новые коробки передач, обновлён интерьер, а линейка моделей была разделена на «Primo» (4x2) и «Activo» (4x4). В 2008 году в добавлена недорогая версия «4x2 S», которая в линейке заняла место ниже «Primo».
Выпускаемый в Таиланде MU-7 был доступен только в некоторых странах Юго-Восточной Азии, на Филиппинах эта модель продавалась как Isuzu Alterra.

## Второе поколение

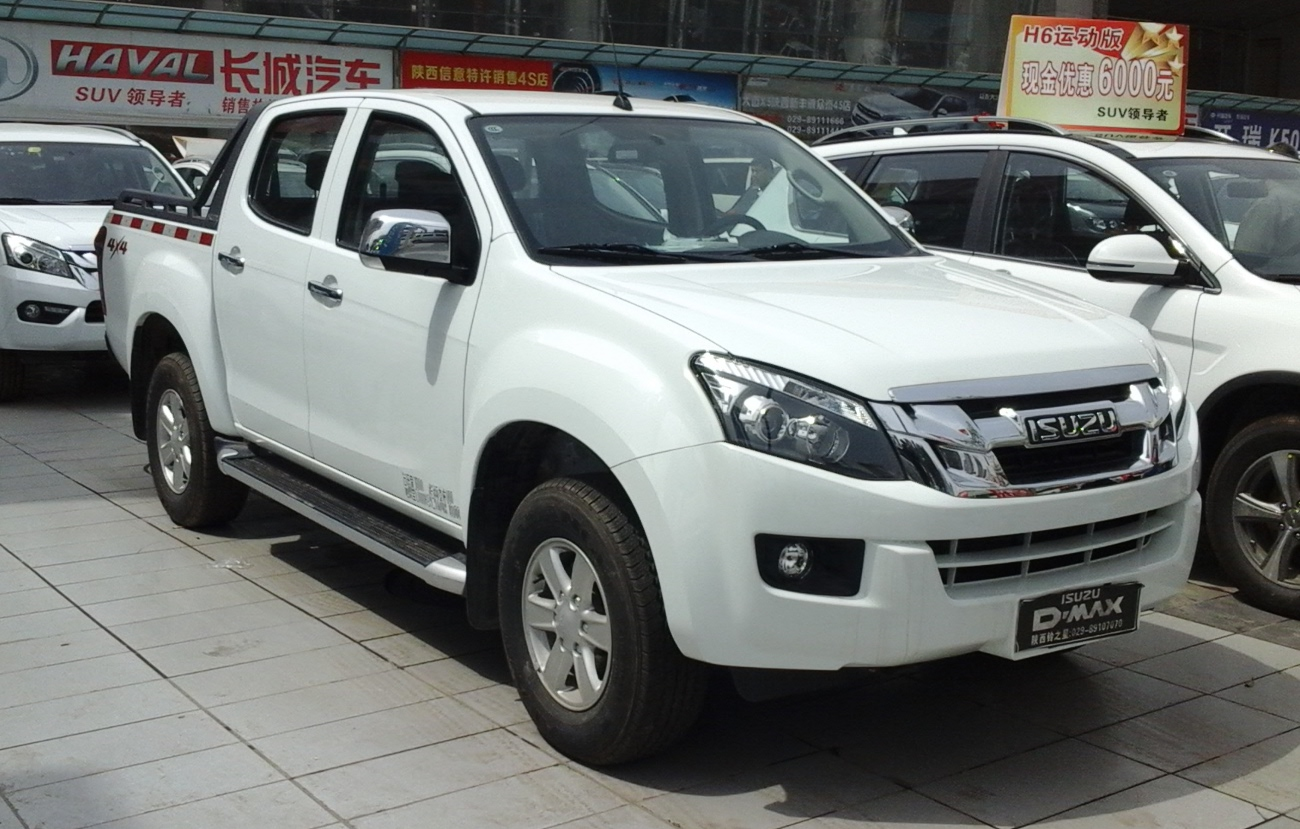
Isuzu D-Max второго поколения

Второе поколение появилось в 2012 году. Практически идентична Chevrolet Colorado/GMC Canyon: та же платформа и шасси, конструкция кузова, механические компоненты, а также дизайн интерьера, но имеет свою собственную визуальную идентичность из-за агрессивной угловой передней панели с поднятыми фарами и отличной дизайном решётки радиатора.
В 2015 году в Таиланде модель прошла незначительный файслифт с изменением решётки радиатора.

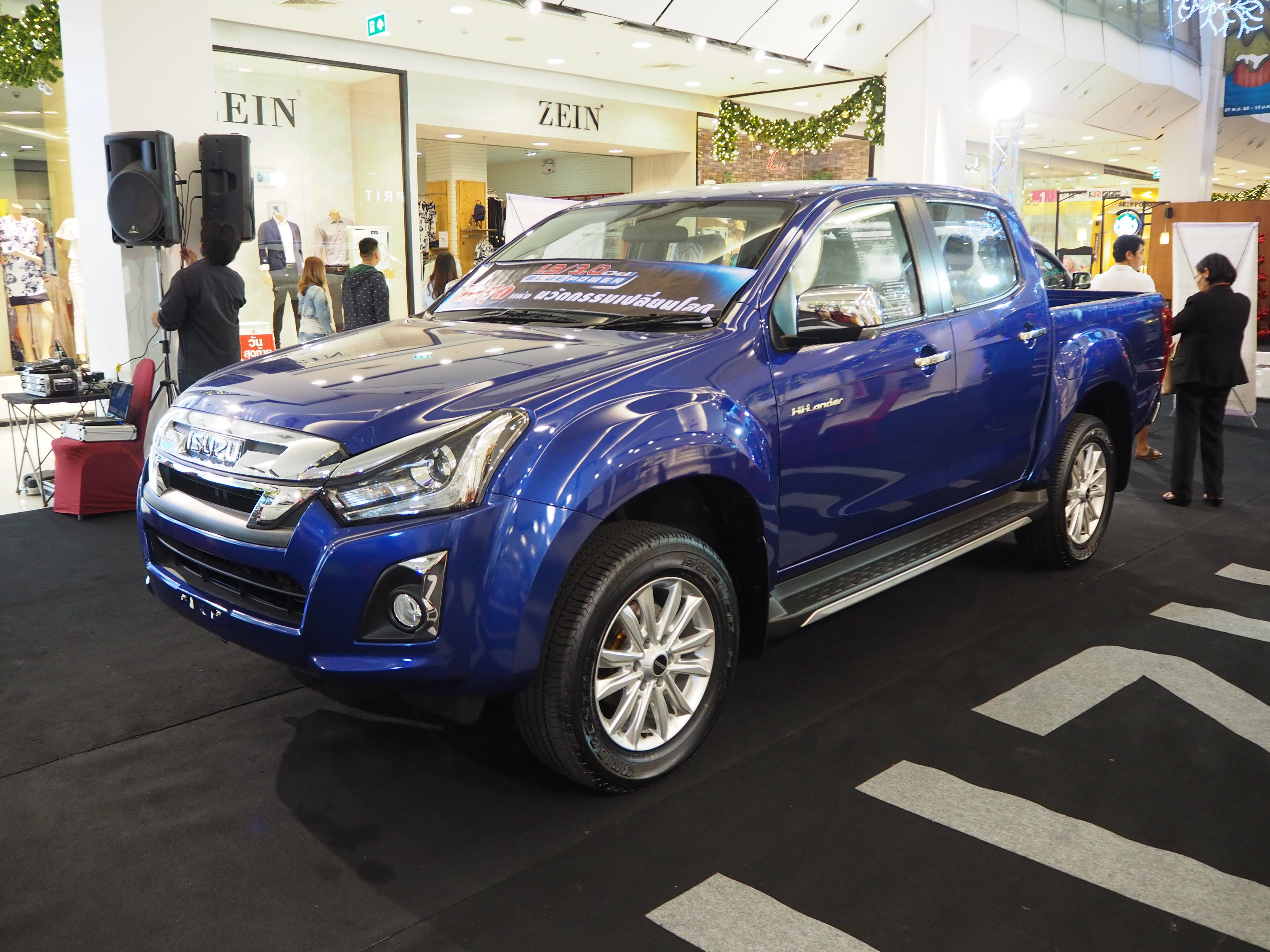
Isuzu D-Max второго поколения, рестайлинг 2017 года

В 2017 году D-Max был снова обновлён в Таиланде, с новой решёткой радиатора и бампером с фарами, а также некоторыми изменениями в интерьере.
Модель в основном представлена в Азии и Африке, а также Австралии. Но продаётся также и в Европе — так в Англии стоимость пикапа от 14 тыс. фунтов за однокабинник до 21 тыс. 500 фунтов за полноприводный двухкабинник с коробкой автомат.
Безопасность: результат теста Euro NCAP — 4 из 5 звёзд или 83 %.

### Isuzu MU-X

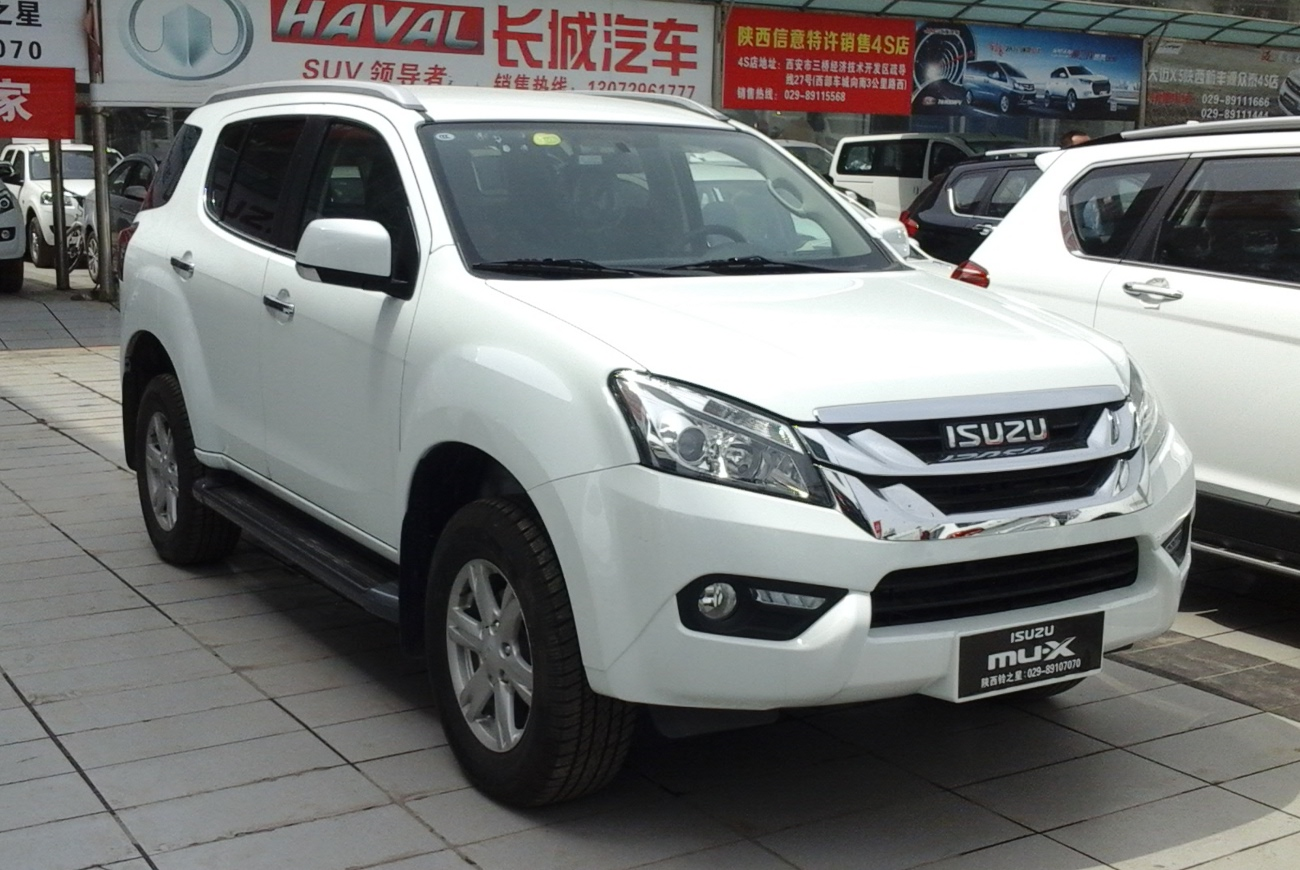
Isuzu MU-X — созданная на базе пикапа версия SUV

На базе второго поколения пикапа в 2013 году в Таиланде была создана версия среднеразмерного SUV получившего название Isuzu MU-X — преемник Isuzu MU-7. Isuzu MU-X идентичен Chevrolet TrailBlazer, хотя вернее сказать наоборот — модель Chevrolet Trailblazer была выпущена раньше Isuzu MU-X по договорённости с General Motors.
Модель продаётся только в Таиланде, Австралии, Индонезии, Филиппинах, Малайзии, Вьетнаме и Индии. В Японии автомобиль не представлен из-за того, что по японским правилам измерения модель по размеру относится к категории транспортных средств, облагаемых высокими налогами и дорожным налогом.

## Третье поколение

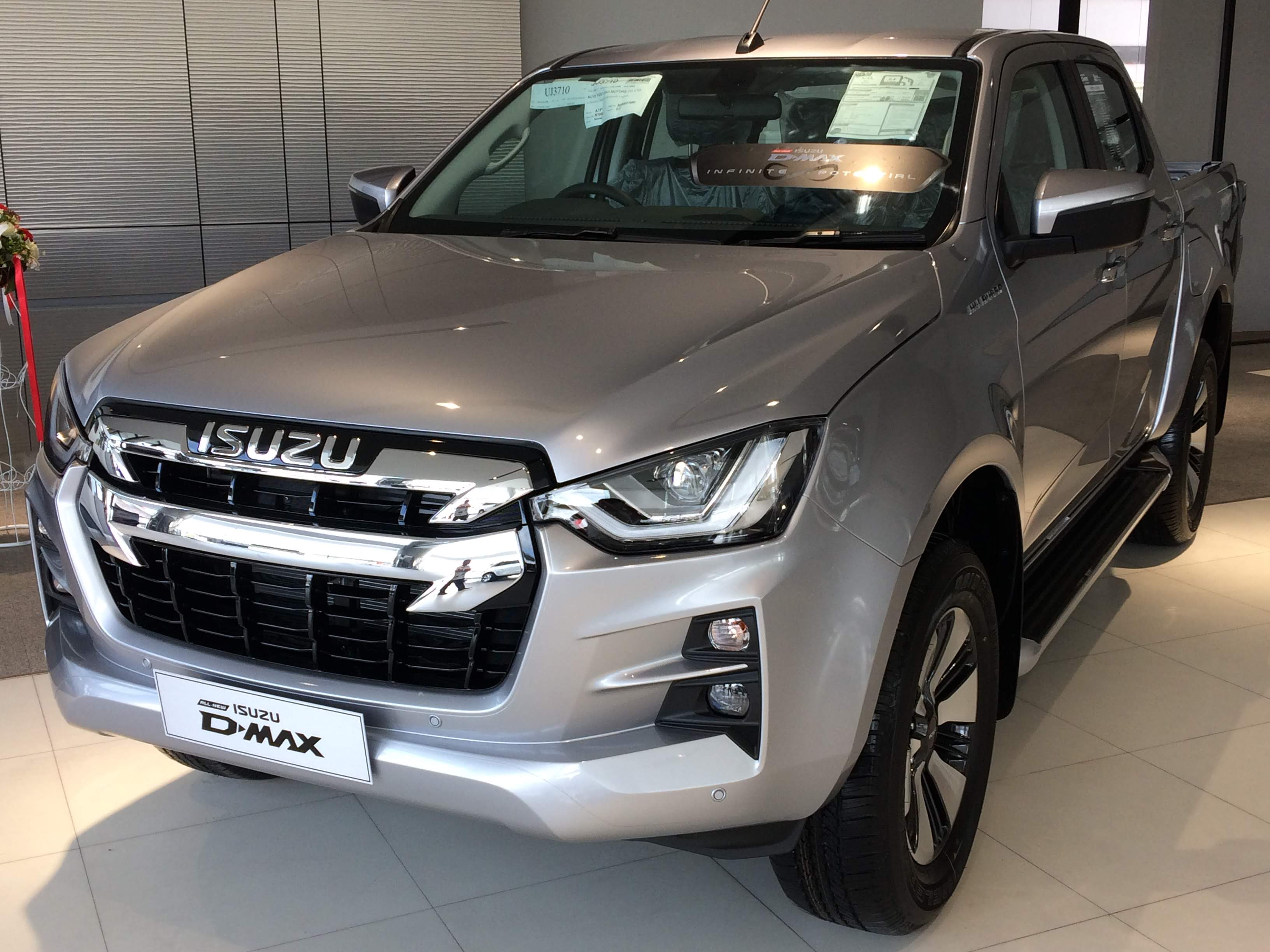
третье поколение D-Max

В октябре 2019 года в Таиланде было представлено третье поколение модели, начаты продажи, в другие страны модель поступит в 2020 году. Несмотря на внешнее сходство с предыдущим поколением модель абсолютно новая и создана совместно не с американцами, а с компанией Mazda, которая выпускает модель под своим брендом Mazda BT-50.
Модель построена на новой платформе Isuzu Dynamic Drive, по сравнению со вторым поколением версия с двухрядной кабиной на 30 мм короче (5265 мм), на 10 мм шире (1870 мм) и на 5 мм выше (1790 мм). Колёсная база увеличена на 30 мм, до 3125 мм.
Визуально третье поколение отличается массивной шестиугольной радиаторной решёткой, более компактной оптикой и двухъярусными противотуманными фарами.
Двигатель как прежний — турбодизель объёмом 1.9 л., мощностью в 150 л. с. и крутящим моментом в 350 Нм, так и обновлённый мотор объёмом 3.0 л. — в новой версии 4JJ3 по сравнению с прежней 4JJ1 мощность выросла со 177 до 190 л. с., а крутящий момент — с 430 до 450 Нм.

### Фейслифт
Обновленный D-Max дебютировал 6 октября 2023 года в Таиланде с новым дизайном передней части, новыми фарами, новой задней дверью, обновленной графикой задних фонарей и несколькими изменениями в интерьере.

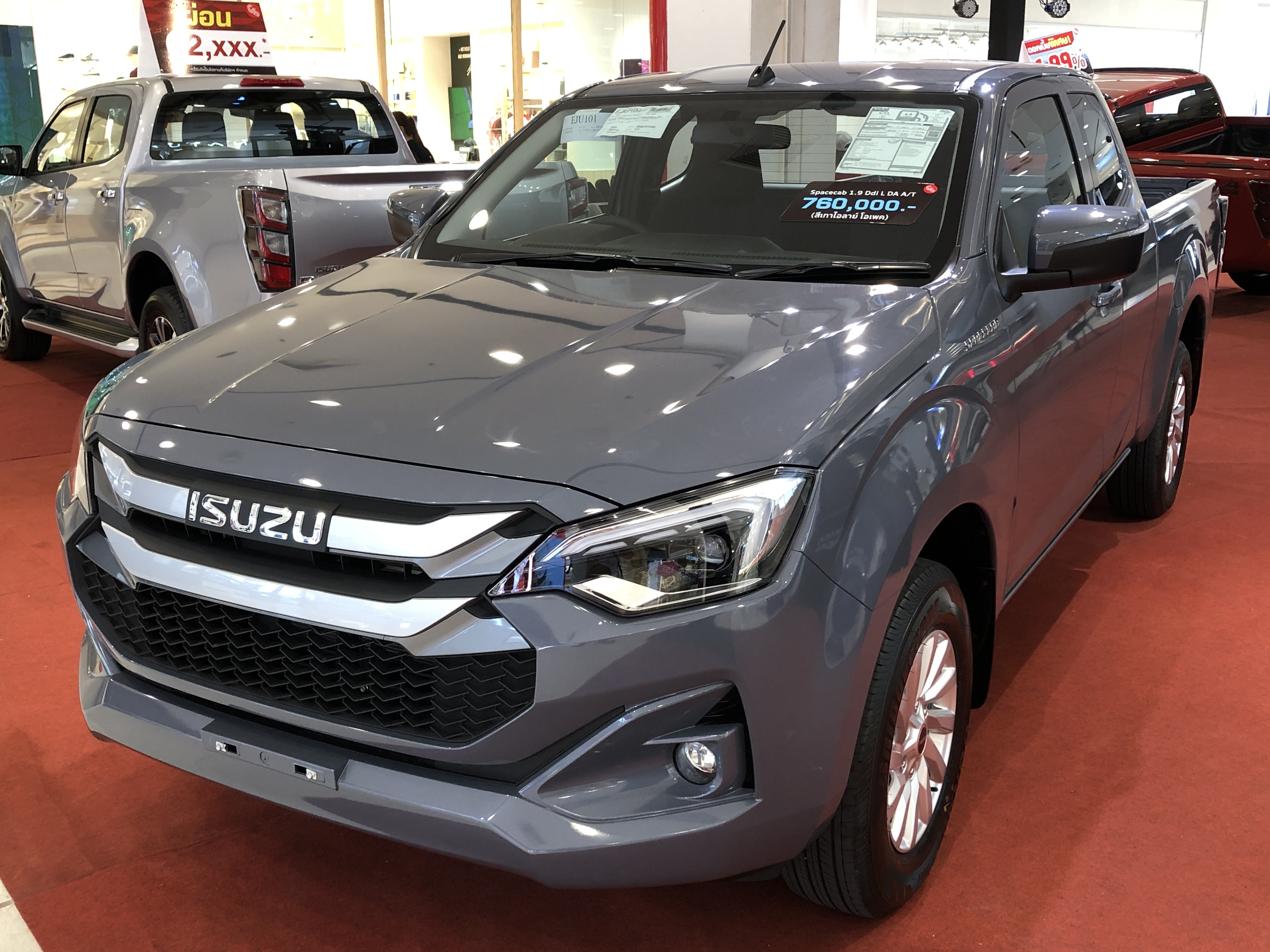
2023 Фейслифт

### Isuzu MU-X

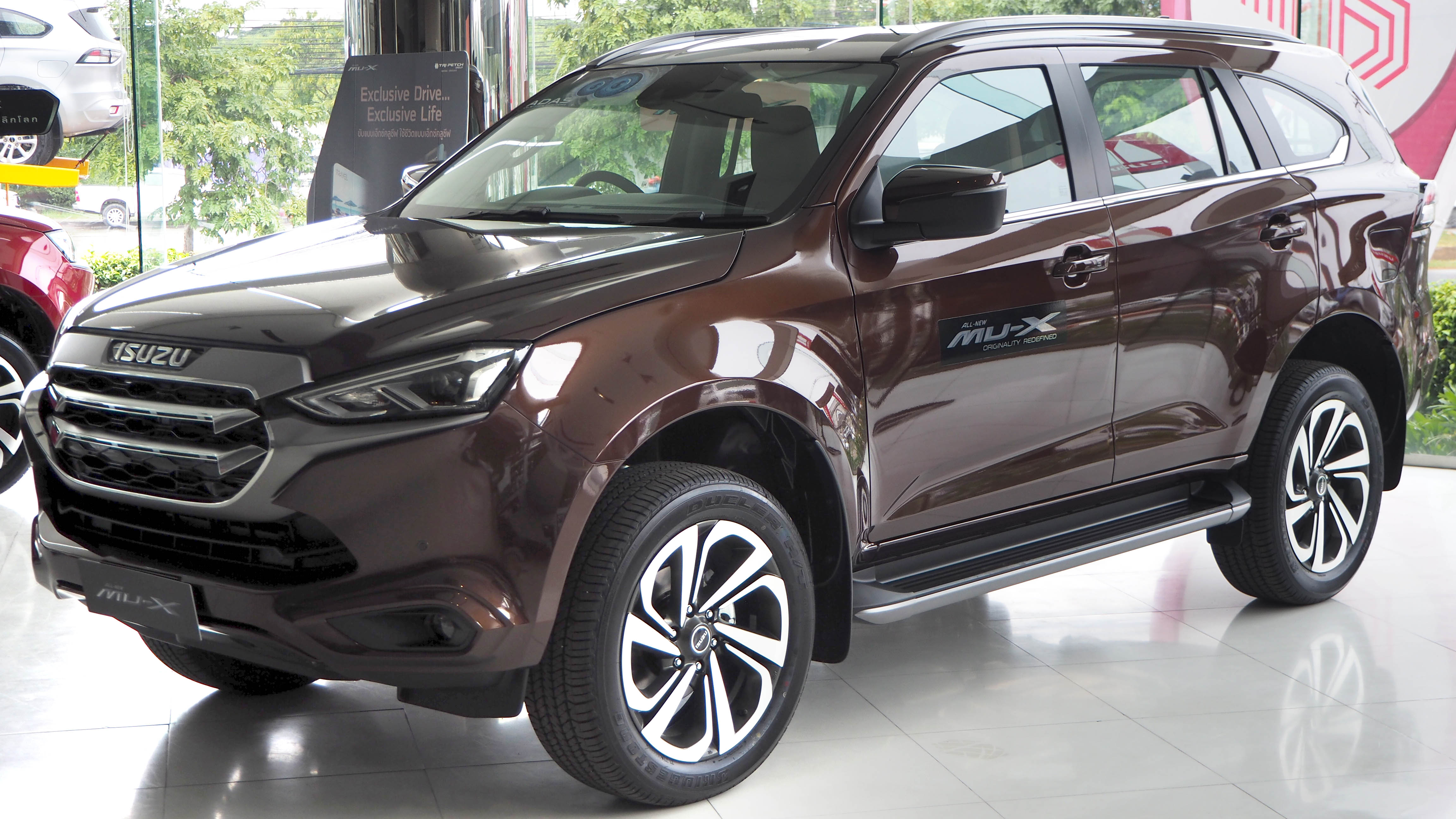
Isuzu MU-X 2020

Второе поколение MU-X было представлено 28 октября 2020 года в Таиланде. Оно использует ту же платформу, что и третье поколение D-Max, которое, в свою очередь, также тесно связано с третьим поколением Mazda BT-50.

#### Фейслифт
Обновленный MU-X дебютировал 12 июня 2024 года в Таиланде с новым дизайном передней части, новыми задними фонарями и несколькими изменениями в интерьере.

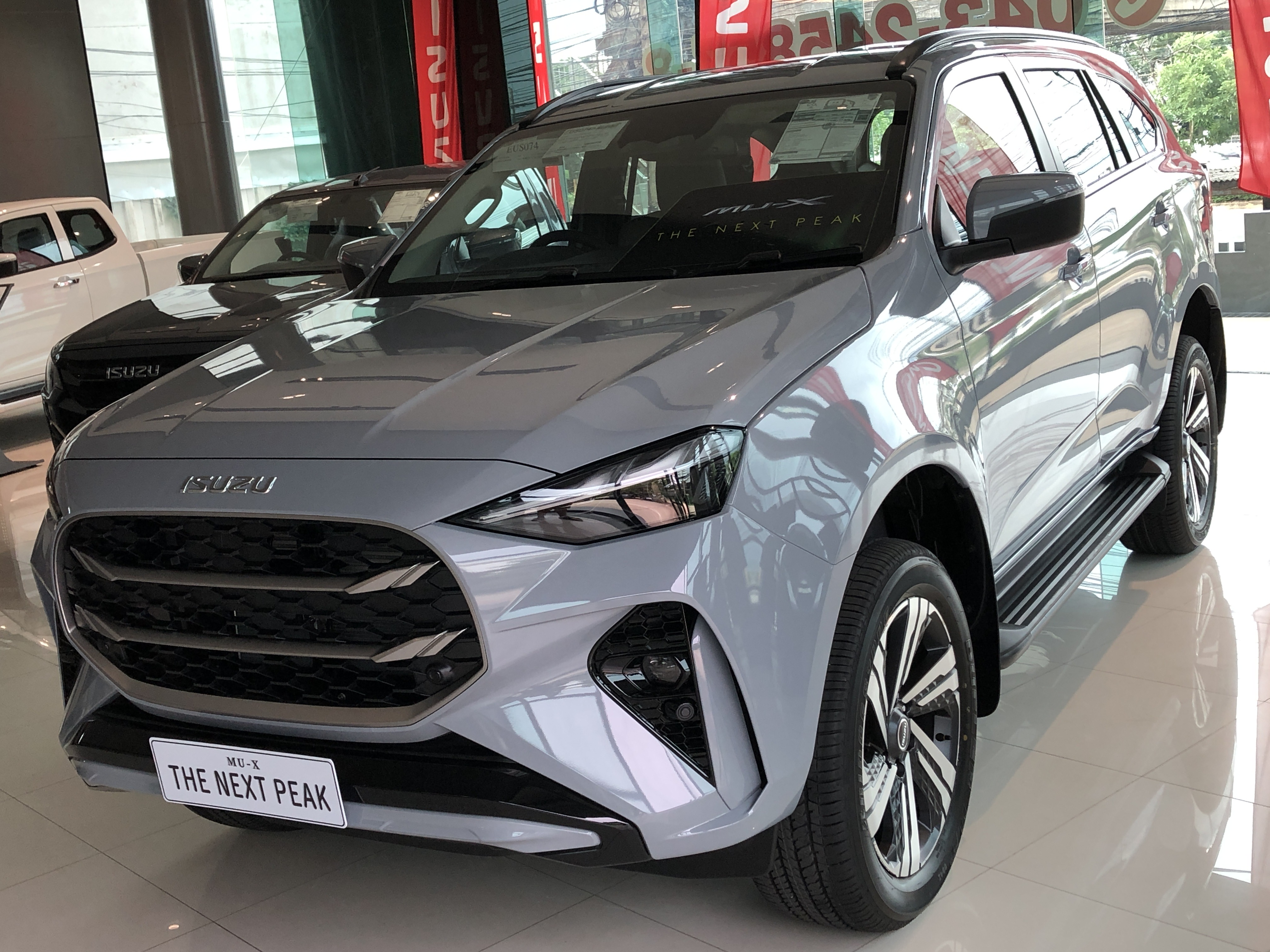
2024 Фейслифт

## В России

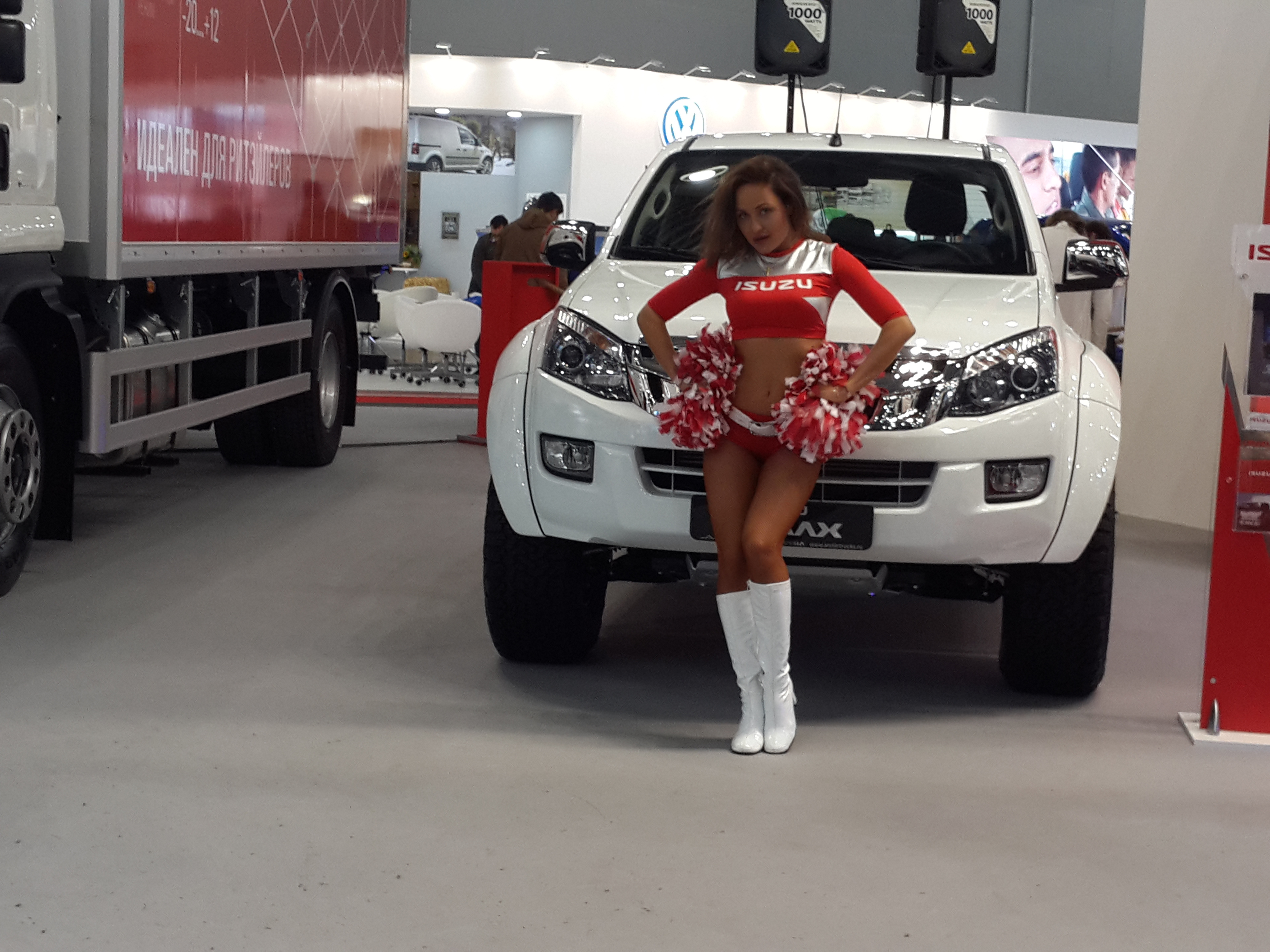
Isuzu D-Max на КомТранс-2017

В начале 2000-х частные импортёры небольшими партиями завозили Isuzu D-Max первого поколения, а в 2008 году модель была показана на Московском автосалоне, но из-за кризиса не поставлялась.
В России официально модель появилась только в 2016 году, в виде второго поколения, а весной 2019 года покупателям стала доступна версия рестайлинга 2017 года, представленная на выставке коммерческих автомобилей «КомТранс-2017». В апреле 2020 года начата продажа специальной версии Arctic Trucks. Весной 2021 года были начаты продажи модели  третьего поколения.
В 2016 году было продано 117 машин, за первые десять месяцев 2017 года — 130 экземпляров. В 2018 году 489, в 2019 году 285, а в 2020 году 498.
Модель рассматривалась как конкурент Mitsubishi L200 и Toyota Hilux. В основном модель в России приобретают корпоративные клиенты, так в 2018 году партию в 42 пикапа приобрела компания «НефтеСтройСервис».
Хотя в 2020 году по объемам продаж на российском рынке D‑Max оказался на пятом месте среди всех пикапов, но большой популярностью не пользовался, отмечалась, что это достаточно дорогой пикап, причем как в части его изначальной стоимости, так и при дальнейшем обслуживании, имеет приличный расход топлива, а из-за редкости имеет низкую ликвидность на вторичном рынке.
| Год  | Продано, шт. |
| ---- | ------------ |
| 2016 | 14           |
| 2017 | 117          |
| 2018 | 173          |
| 2019 | 285          |
| 2020 | 498          |

## Тест-драйвы
- Константин Сорокин — Вторая свежесть. Пикап Isuzu D-Max в руках Константина Сорокина // Авторевю, № 19, 2016
- Андрей Судьбин — Подлинное железо: тест-драйв пикапа Isuzu D-Max // Колёса.ру, 1 февраля 2017
- Новый Isuzu D‑Мax — первый тест-драйв // За рулём, 5 февраля 2021